# Междуречка (Саянский район)
Междуре́чка — деревня в Саянском районе Красноярского края. Входит в состав Гладковского сельсовета.

## История
В 1926 году деревня состояла из 44 хозяйств, основное население — русские. В административном отношении находилась в составе Нагорновского сельсовета Агинского района Канского округа Сибирского края.

## Население
| 1926 | 1989 | 2002 | 2010 |
| ---- | ---- | ---- | ---- |
| 223  | ↘120 | ↘95  | ↘54  |

## Улицы
В деревне имеется одна улица — 55-летия Победы.